# Candido Domenico Moro
Candido Domenico Moro OFM (* 22. April 1880 in Isolabona, Königreich Italien; † 1. Oktober 1952) war ein italienischer Ordensgeistlicher und römisch-katholischer Apostolischer Vikar von Benghazi.

## Leben
Candido Domenico Moro empfing am 20. Januar 1902 das Sakrament der Priesterweihe für die Ordensgemeinschaft der Franziskaner.
Am 14. Juli 1931 wurde er zum Titularbischof von Uzita und zum Apostolischen Vikar von Kyrenaica ernannt. Die Bischofsweihe spendete ihm am 21. September desselben Jahres der Erzbischof von Genua, Carlo Kardinal Minoretti; Mitkonsekratoren waren der emeritierte Apostolische Vikar von Changsha, Erzbischof Giovanni Mondaini OFM, und der Weihbischof in Genua, Giacomo Maria de Amicis.
Am 22. Juni 1939 verlor das Apostolische Vikariat Kyrenaica einen Teil seines Territoriums an die Apostolische Präfektur Misurata und wurde in Apostolisches Vikariat Benghazi umbenannt, womit Bischof Candido Domenico Moro zum Apostolischen Vikar von Benghazi wurde. Dieses Amt bekleidete er bis zu seiner Emeritierung am 7. Oktober 1950.